# SR (스웨덴의 방송사)

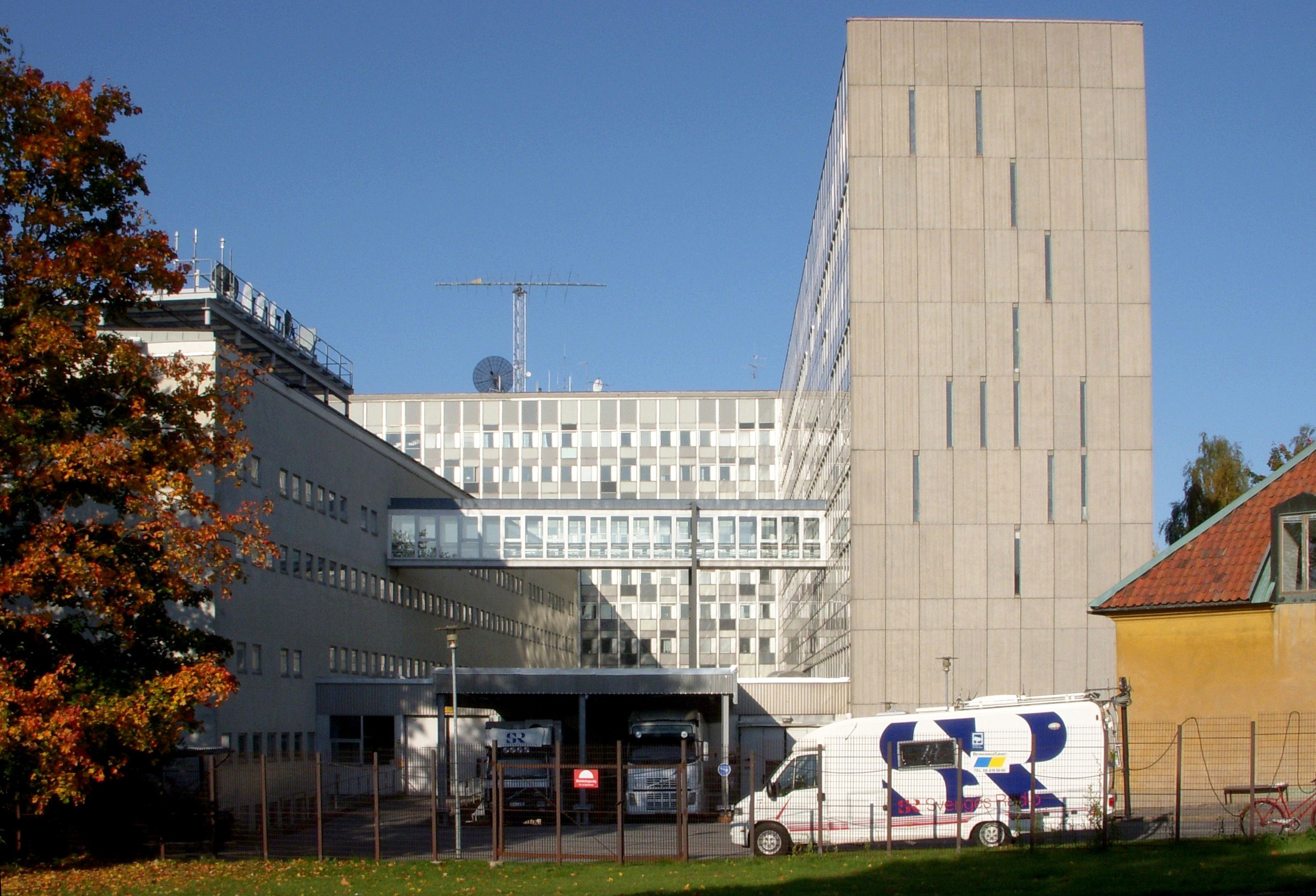
SR의 스톡홀름 본사

스베리예스 라디오(Sveriges Radio, 약칭 SR)는 스웨덴의 공영 라디오 방송국이다.

## 역사
이 방송사는 1924년 3월 21일 라디오톈스트(Radiotjänst)로 설립되었고, 이듬해 1월 1일 개국했다. 1957년 스베리예스 라디오로 이름을 바꾸었다. 원래 스베리예스 라디오는 스웨덴의 모든 방송을 일컬었으나, 1979년 아래 자회사들의 모기업이 되었다:
- 스베리예스 리크스라디오 (RR, 스웨덴 전국 라디오 방송)
- 스베리예스 로칼라디오 (LRAB, 스웨덴 지역 라디오 방송)
- 스베리예스 우트빌드닝스라디오 (UR, 스웨덴 교육 방송)
- 스베리예스 텔레비시온 (SVT, 스웨덴 텔레비전)

1993년, RR과 LRAB가 모기업 스베리예스 라디오로 흡수합병되면서, 이 체제는 무너졌다.

## 채널

### 기본 채널
아래 네 채널은 FM과 DAB, 인터넷으로 송출되고 있다. 
- P1 : 시사, 교육, 문화 채널로, 음악은 거의 방송되지 않는다. (영국의 BBC 라디오 4와 오스트레일리아의 ABC 라디오 내셔널, 대한민국의 KBS 제1라디오와 비슷)
- P2 : 클래식, 재즈, 민요, 월드뮤직 채널. (영국의 BBC 라디오 3와 대한민국의 KBS 제1FM과 비슷) 소수 민족 언어 프로그램도 방송하고 있다.
- P3 : 청소년 대상 채널. (영국의 BBC 라디오 1과 대한민국의 KBS 제2FM과 비슷)
- P4 : 대중 음악, 연예, 스포츠 채널. 25개의 지역 방송국으로 네트워크를 이룬다.

### 기타 채널
- P3 Din gata (DAB, 인터넷)
- P5 Sthlm : 스톡홀름 지역을 가청권으로 하는 지역 방송. (FM, 인터넷) (2018년 11월 20일 종방)
- SR 인터내셔널 - 라디오 스웨덴 : 국제 방송 (인터넷, 위성)
- P7 Sisuradio : 핀란드어 및 메앤키엘리 방송 (FM, DAB, 인터넷)
- SR Sápmi : 사미어 방송 (FM, 인터넷)
- Radioapans Knattekanal : 어린이 방송 (DAB, 인터넷)

### SR 인터내셔널
SR 인터내셔널은 스베리예스 라디오의 국제 방송으로, 방송하는 언어는 아래와 같다:
- 아랍어
- 영어
- 독일어
- 쿠르드어
- 페르시아어
- 롬어
- 러시아어
- 소말리아어

2010년 3월 16일, SR 인터내셔널 - 라디오 스웨덴은 중파와 단파 방송을 2010년 10월 31일 종료하고, 인터넷으로 방송을 계속하겠다고 발표했다.

## 같이 보기
- 모던 타임스 그룹